# Vibeke Skofterudová
Vibeke Skofterudová (20. dubna 1980 Askim – 29. července 2018 Arendal) byla norská běžkyně na lyžích. Byla olympijskou vítězkou (ZOH 2010) a dvojnásobnou mistryní světa (MS 2005 a MS 2011). V roce 2012 vyhrála jako první Norka Vasův běh a vytvořila nový ženský rekord tohoto závodu (časem 4:08:24,7). V norské reprezentaci skončila poté, co se nedostala na ZOH 2014 v Soči, kariéru ukončila v roce 2015.

## Osobní život
Vibeke Skofterudová měla staršího bratra Tormoda (* 19. července 1977), jejími rodiči byli Kristin a Karsten Skofterudovi. Vyrůstala ve vesnici Slitu (obec Eidsberg) v jihonorském kraji Østfold. Byla svobodná, žila ve vesnici Mjøndalen (obec Nedre Eiker) v jihonorském kraji Buskerud. V roce 2008 zveřejnila svou lesbickou orientaci – v letech 2008–2010 byla její životní partnerkou o tři roky mladší Line Nymo Jarnes.
Zemřela při nehodě vodního skútru.